# 別再驚動愛情
《別再驚動愛情》是張棟樑個人第五張專輯，也是他轉投種子音樂後的第一張專輯，2011年9月5日開始預購，9月19日正式發行。
這張專輯以音樂故事為概念，結合音樂與文字閱讀的隱匿式輕熟愛情哲學，以如同小說之名、之實，凝聚了10首如同閱讀般的音樂故事。第一主打歌是《怎麼會哭》，8月24日於Hit FM派台，而第二主打歌為專輯同名歌曲《別再驚動愛情》。
專輯內部分曲目早於第一主打歌公開，包括首先在網路曝光的兩首歌曲：《世界上最愛你的人》和《不多》。

## 歌曲洩露
在2011年8月25日，有網站出現了《別再驚動愛情》整張專輯搶先版下載的連結，次日種子音樂官方指出搶先版為试唱版本，不是真正的專輯音樂，勸與網民不要下載。

## 曲目
| 曲序 | 曲名             | 曲       | 詞            | 編曲          | 附註                                                  |
| 01   | 別再驚動愛情     | 陳穎見   | 陳穎見        | 黃雨勳        | 台灣、新加坡地區第二波主打                            |
| 02   | 不多             | 伍家輝   | 李欣怡        | 洪敬堯 溫奕哲 | 台灣第四波主打                                        |
| 03   | 怎麼會哭         | 姜道     | 余琛懋 姜道   | Jerry C       | 台灣、新加坡地區首波波主打 《甜蜜謊言》台灣版本片尾曲 |
| 04   | 被幸福追著跑     | 吳克羣   | 陳信榮 吳克羣 | 奧斯卡        | 台灣第三波主打                                        |
| 05   | 天敵             | 李俊傑   | 黃祖蔭        | 梁伯君        |                                                       |
| 06   | 鐘擺人           | 張簡君偉 | 姚若龍        | Jerry C       |                                                       |
| 07   | 寂寞成自然       | 宇珩     | 管啟源        | 楊熙          |                                                       |
| 08   | 曬乾悲傷         | 李偉菘   | 廖庭翊        | 陳甄蔚        |                                                       |
| 09   | 世界上最愛你的人 | 彭學斌   | 彭學斌        | 洪敬堯 小王子 |                                                       |
| 10   | 給朋友的話       | 宇珩     | 管啟源        | 黃雨勳        | 台灣第五波主打                                        |

## 唱片版本
- 預購版，送紙相機[1]
- 正式版

## 音樂錄影帶
| 歌名         | 執導   | 首播日期       | 首播頻道 | 附註 |
| ------------ | ------ | -------------- | -------- | ---- |
| 怎麼會哭     | 黃中平 | 2011年9月8日   | 騰訊     |      |
| 別再驚動愛情 | 張清峰 | 2011年9月21日  | MTV      |      |
| 被幸福追著跑 | 張清峰 | 2011年10月12日 | MTV      |      |
| 不多         | 黃中平 | 2011年10月18日 |          |      |
| 給朋友的话   | 賴映伃 | 2011年10月28日 |          |      |

## 派台歌成績

### 台湾
| 年份 | 歌曲         | 幽浮 | Hito | MTV           | Channel V |
| 2011 | 怎麼會哭     | 15   | 1    | 6             | 1         |
|      | 別再驚動愛情 | 1    | 2    | 3             | -         |
|      | 被幸福追著跑 | 8    | 4    | 1（隔周冠軍） | 2         |
|      | 不多         | -    | -    | -             | 13        |
|      | 給朋友的話   | -    | -    | 1（兩周冠軍） | -         |

(*)表示仍在榜上
粗體表示冠軍歌

### 香港
| 年份 | 歌曲     | 903 | TVB | 997 | RTHK |
| 2011 | 怎麼會哭 | -   | ^   | -   | -    |

(*)表示仍在榜上
粗體表示冠軍歌
(^)代表由於TVB與包括其所屬種子博美娛樂的五大唱片公司的版稅紛爭而並無派上TVB

### 新加坡
| 年份 | 歌曲         | YES933 | Radio1003 |
| 2011 | 怎麼會哭     | 11     | 1         |
|      | 別再驚動愛情 | 7      | 4         |

(*)表示仍在榜上
粗體表示冠軍歌

### 马来西亚
| 年份 | 歌曲         | 988 |
| 2011 | 怎麼會哭     | 3   |
|      | 別再驚動愛情 | 5   |
|      | 不多         | 6*  |

(*)表示仍在榜上
粗體表示冠軍歌

## 外部連結
- 《博客來》（页面存档备份，存于）
- 《五大唱片》（页面存档备份，存于）

1. 1 2  9/19 張棟樑 別再驚動愛情 我在失去妳的 城市 擱淺 從此 愛情的地圖裡 再也 找不到 終點 @ 玫瑰大眾唱片 g-music  （页面存档备份，存于），2011年9月1日 (四) 21:30 (UTC+8)查閱（繁體中文）
2. ↑  Hitoradio | 音樂人物 | 單曲首播 （页面存档备份，存于），2011年8月25日 (四) 00:05 (UTC+8)查閱（繁體中文）
3. ↑  種子音樂官方微博 （页面存档备份，存于），2011年8月26日 (五) 20:05 (UTC+8)查閱（繁體中文）